# Álvaro Colom
Pour les articles homonymes, voir Colom.
Álvaro Colom Caballeros est un homme d'État guatémaltèque, né le 15 juin 1951 à Guatemala et mort le 23 janvier 2023 dans la même ville. Membre de l'Union nationale de l'espérance (UNE), il est président de la République de 2008 à 2012.
Candidat sans succès aux élections présidentielles de 1999 et 2003, il est élu chef de l'État au second tour du scrutin présidentiel de 2007 avec 52,8 % des voix. Il est par la suite inquiété pour des accusations de corruption.

## Origines, études et carrière
Diplômé de l'université San Carlos de Guatemala comme ingénieur industriel, chef d'entreprise, Álvaro Colom a occupé différents postes à la fonction publique. Il a été vice-ministre de l'Économie et de 1991 à 1997, le premier directeur du fonds national pour la paix.
Son oncle, Manuel Colom Argueta, ancien maire de la ville de Guatemala, a été assassiné par les militaires en 1979.

## Parcours politique

### Candidatures présidentielles
Álvaro Colom est candidat à plusieurs reprises à l'élection présidentielle.
En 1999, il obtient la troisième place après Óscar Berger et Alfonso Portillo, élu au second tour.
Lors de l'élection présidentielle de 2003, il accède aux deux tours. Lors du premier tour, organisé le 9 novembre 2003, il recueille 707 578 voix, soit 26,4 % des suffrages exprimés, face à Óscar Berger (soutenu par la Grande alliance nationale), qui recueille 921 233 voix, soit 34,3 % des suffrages exprimés.
Au second tour, organisé le 28 décembre suivant, Óscar Berger l'emporte avec 1 235 303 voix, soit 54,1 % des suffrages exprimés, face à Álvaro Colom qui recueille 1 046 868 voix, soit 45,9 % des suffrages exprimés.
Pour l'élection présidentielle de 2007, à laquelle le président sortant ne peut se représenter, comme le veut la constitution guatémaltèque, les chances d'Álvaro Colom paraissent plus solides. Selon un sondage publié le 31 août par le journal El Periódico et réalisé par l'institut Vox Latina, en vue du premier tour organisé le 9 septembre, Álvaro Colom est crédité de 30,7 % des intentions de vote, face à Otto Pérez Molina, général retraité soutenu par le Parti patriote, crédité de 27,7 % des intentions de vote, tandis qu'une douzaine d'autres candidats se partagent les intentions de vote restantes.
Au second tour, le 4 novembre 2007, Álvaro Colom est élu président de la République, avec 52,8 % des suffrages, devançant de plus de cinq points le général Otto Pérez Molina.

### Président de la République

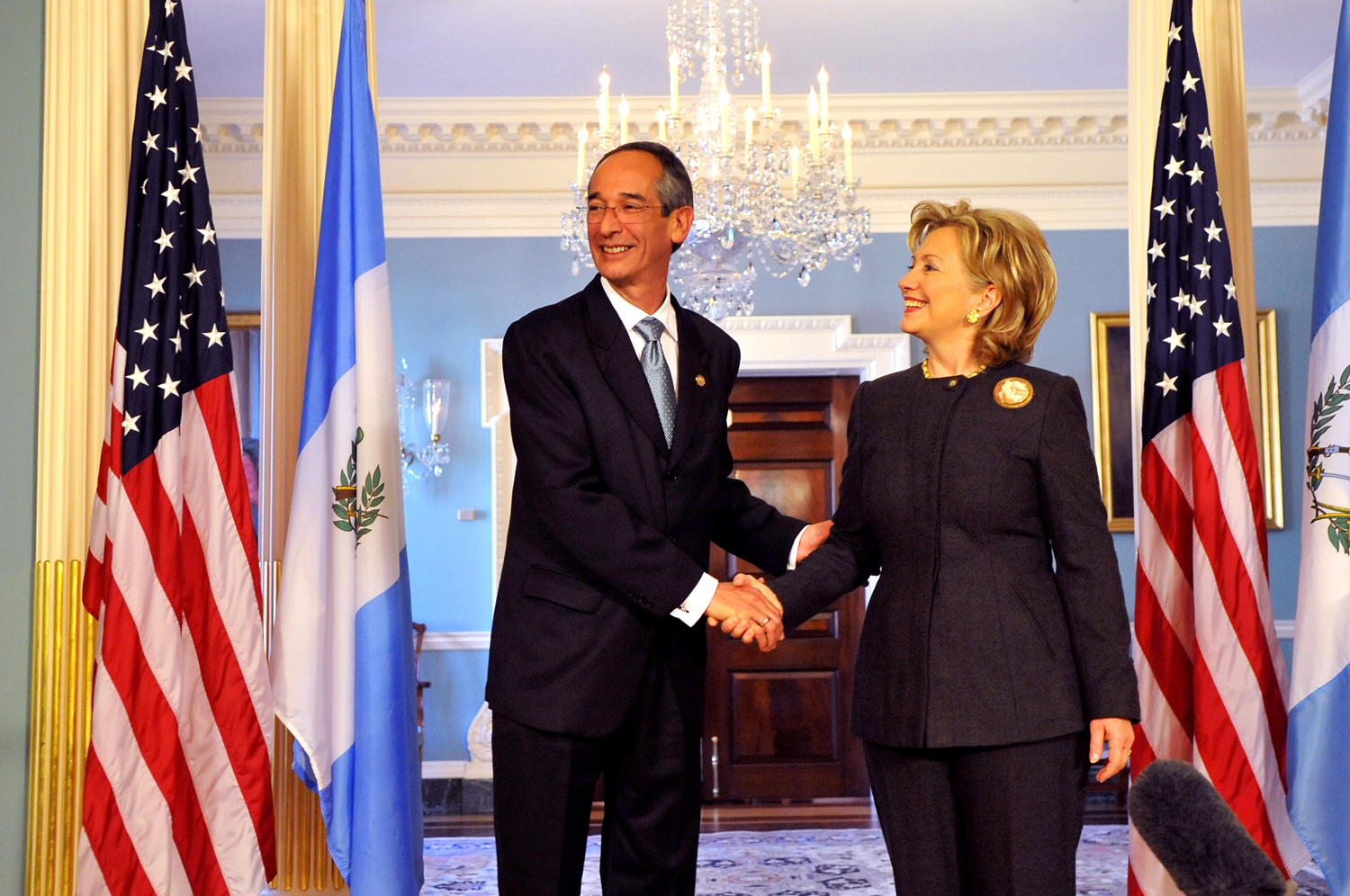
Álvaro Colom avec la secrétaire d'État des États-Unis, Hillary Clinton, en 2010.

En 2011, il divorce de Sandra Torres, avec qui il est marié depuis 2003, afin qu'elle puisse se présenter à l’élection présidentielle de 2011 (la loi l'interdit pour les conjoints), mais la Cour suprême invalide finalement sa candidature.

### Accusations d'assassinat politique
Le 11 mai 2009, une vidéo posthume de l'avocat Rodrigo Rosenberg Marzano (en), retrouvé mort en début de mois, met en cause directement le président Colom comme commanditaire de son assassinat dans le but d'empêcher la divulgation d'informations concernant un blanchiment d'argent doublé d'un trafic de drogue étatique.
L'enquête de la Commission internationale contre l’impunité (CICIG) prouva que Rosenberg avait orchestré sa propre mort dans le but de déstabiliser le gouvernement. L’enquête a également démontré l’existence de liens entre les milieux d'affaires et le crime organisé.

### Scandale de corruption
Le 13 février 2018, Álvaro Colom est arrêté pour corruption dans le cadre d'un scandale lié à des contrats d'achats de bus lors de sa réforme des transports publics. Il est ensuite placé en résidence surveillée.

## Maladie et mort
En décembre 2020, Álvaro Colom fait savoir qu'il souffre d'un cancer de l'œsophage, pour lequel il suit un traitement.
Il meurt le 23 janvier 2023 à Guatemala, à l'âge de 71 ans, des suites de son cancer et d'une emphysème pulmonaire. Sa mort intervient alors qu'il est toujours en résidence surveillée. Trois jours de deuil national sont décrétés ; la famille refuse des obsèques nationales,.